# Vida conyugal sana
Vida conyugal sana es una película de 1974 dirigida por Roberto Bodegas.

## Argumento
El personaje interpretado por José Sacristán está obsesionado con la publicidad (televisión, radio, prensa... le da igual). Su mujer se preocupa porque hay un anuncio que le hace cambiar de personalidad...

## Producción
La película estuvo suscrita por el productor José Luis Dibildos quien financió una serie de películas a través de la productora Ágata Films, en un intento de hacer un cine socialmente comprometido pero que fuera comercial. Con un total de siete películas, todas ellas comedias y críticas hacia un tipo de convenciones sociales, la mayoría de estos filmes estuvieron escritos por José Luis Garci, siendo José Sacristán una de sus principales referencias interpretativas . También contaban con una construcción narrativa cercana a la screwball comedy americana, aunque con grandes diferencias, por ejemplo, sus personajes no estaban situados en la clase pudiente española sino en las nuevas clases medias propias del tardofranquismo. 

## Reparto
| Intérprete          | Personaje                                          |
| ------------------- | -------------------------------------------------- |
| Ana Belén           | Ana                                                |
| José Sacristán      | Enrique Vázquez                                    |
| Teresa Gimpera      | Marita                                             |
| Alfredo Mayo        | Don Alfonso                                        |
| Mari Carmen Prendes | Doña Casilda                                       |
| Antonio Ferrandis   | Doctor Cruz                                        |
| Josele Román        | Vicky                                              |
| Nadiuska            | Nati                                               |
| Laly Soldevila      | Doña Nena                                          |
| José Vivó           | Gutiérrez                                          |
| Claudia Gravy       | Visi                                               |
| Tomás Blanco        | Zariquiegui                                        |
| Ramiro Oliveros     | Paco                                               |
| Amparo Muñoz        | Modelo publicitaria / Fantasía obsesiva de Enrique |
| Montserrat Julió    |                                                    |
| Ángel Menéndez      |                                                    |
| Francisco Nieto     |                                                    |
| Beni Deus           |                                                    |
| Herminia Tejela     |                                                    |
| Myriam De Maeztu    |                                                    |
| María Elena Flores  |                                                    |
| Mariano Bardera     |                                                    |
| Juana Jiménez       |                                                    |
| Pablito Muriel      | Pablo                                              |

- Datos: Q6161645